# RE:I AM EP
「RE:I AM EP」（リ:アイアム イーピー）は、Aimerの5枚目のシングル。2013年3月20日にDefSTAR RECORDSから発売された。3タイプのCDが発売され、初回のみ星屑トレイ仕様で、購入者特典イベント[東京・大阪教会ライブ]参加応募はがきが封入された。

## 解説
楽曲を提供した澤野弘之がAimerへの感謝の意を表す形で、Aimerのアナグラム（言葉の並べ替え）でこのタイトルがつけられた。

## 収録曲

### CD
1. RE:I AM (5:44)
作詞・作曲・編曲：澤野弘之
2. 星の消えた夜に (5:53)
作詞：aimerrhythm　作曲：飛内将大　編曲：玉井健二、飛内将大
3. 今日から思い出 (5:06)
作詞：aimerrhythm　作曲：飛内将大　編曲：玉井健二、飛内将大
4. RE:I AM (instrumental) (5:44)
5. 星の消えた夜に (instrumental) (5:53)

### 初回限定盤 DVD DFCL-1986
1. RE:I AM ミュージックビデオ (5:44)

## 参加ミュージシャン

### RE:I AM
- 山内優 - ドラム
- 田辺トシノ - ベース
- 飯室博 - ギター
- 澤野弘之 - ピアノ、プログラミング
- バックボーカル - Yuko Kawai, cAnON., Akiko Shimodai, Ai Inoue, Hikaru Sen, Melo-J, yassh!!
- DAISENSEI MUROYA strings - ストリングス

### 星の消えた夜に／今日から思い出
- 飛内将大 - プログラミングと楽器演奏

## 制作クレジット
- エグゼクティブ・プロデューサー - 小林和之、一志順夫、八木昭二、玉井健二
- アート・ディレクション＆デザイン - 松田剛
- フォトグラファー - 笹原清明
- スタイリスト - 赤石侑香
- ヘアメイクアーティスト - 時田範子

### RE:I AM
- プロデューサー - 澤野弘之
- ディレクター - 堀口泰史
- レコーディング&ミキシング・エンジニア - 相澤光紀
- アシスタント・エンジニア - 鈴木翔、鈴木寛明
Recorded at Studio Sound Valley, Bunkamura Studio
Mixed at Studio Sound Valley
- マスタリング・エンジニア - 茅根裕司

### 星の消えた夜に／今日から思い出
- プロデューサー - 玉井健二
- Directed & Organized - 鳥巣亮太、森岡英貴 (agehasprings)
- レコーディング・エンジニア - 森真樹
Recorded at Splash Sound Studio, Studio Device
- ミキシング・エンジニア - 関根青磁
Mixed at Tune Studio
- マスタリング・エンジニア - 茅根裕司

### RE:I AM ミュージック・ビデオ
- キャラクター・デザイン＆ディレクション - アラキツヨシ (metropol)

## リリース日一覧
| 地域 | リリース日     | レーベル        | 規格                   | カタログ番号  | 備考                                     |
| ---- | -------------- | --------------- | ---------------------- | ------------- | ---------------------------------------- |
| 日本 | 2013年3月20日  | DefSTAR RECORDS | 12cmCD + DVD           | DFCL 1985/86  | 初回限定盤                               |
| 日本 | 2013年3月20日  | DefSTAR RECORDS | 12cmCD                 | DFCL 1987     | 通常盤                                   |
| 日本 | 2013年3月20日  | DefSTAR RECORDS | 12cmCD                 | DFCL 1988     | 期間生産限定盤                           |
| 日本 | 2013年3月26日  | DefSTAR RECORDS | デジタル・ダウンロード | 619613640     | iTunes Store                             |
| 日本 | 2013年3月27日  | DefSTAR RECORDS | デジタル・ダウンロード | 21744231      | レコチョク                               |
| 日本 | 2013年3月27日  | DefSTAR RECORDS | デジタル・ダウンロード | 4560429722250 | mora                                     |
| 日本 | 2013年10月23日 | DefSTAR RECORDS | デジタル・ダウンロード | B00FT2NC4U    | Amazon.co.jp                             |
| 日本 | 2014年4月1日   | DefSTAR RECORDS | デジタル・ダウンロード | A33813780     | レコチョクアルバム版はハイレゾ有         |
| 日本 | 2014年4月1日   | DefSTAR RECORDS | デジタル・ダウンロード | 4560429722250 | mora AAC-LC 320kbpアルバム版はハイレゾ有 |
| 日本 | 2014年4月1日   | DefSTAR RECORDS | デジタル・ダウンロード | B00FT2NC4U    | Amazon.co.jp                             |

## タイアップ
| 曲名         | タイアップ                                                                 |
| 「RE: I AM」 | OVA『機動戦士ガンダムUC』episode 6「宇宙と地球と」主題歌                   |
| 「RE: I AM」 | テレビアニメ『機動戦士ガンダムユニコーン RE:0096』第18話オープニングテーマ |

## 購入特典
- 『RE:I AM EP』告知ポスター　[12]
- 2013年3月23日 HMV Her Mind’s Voice ライブ @ 某ジャズクラブ
- 2013年4月7日 タワーレコードTOWER OF LOVERS ライブ @ タワーレコード渋谷店「CUTUP STUDIO」
- 2013年4月13日 Aimer in Café Style “Relax Live" @ 銀座山野楽器本店「JamSpot」

## カバー
| リリース       | アーチスト | 収録作品                           | 備考 |
| -------------- | ---------- | ---------------------------------- | ---- |
| 2016年11月23日 | 鈴華ゆう子 | ミニアルバム『CRADLE OF ETERNITY』 |      |
| 2019年8月7日   | 森口博子   | 『GUNDAM SONG COVERS』             |      |